# Розовский (Волгоградская область)
Розовский — хутор в Урюпинском районе Волгоградской области России, в составе Искринского сельского поселения.

## История
Дата основания не установлена.
С 1928 года — в составе Урюпинского района Хопёрского округа (упразднён в 1930 году) Нижне-Волжского края (с 1934 года — Сталинградского края). Хутор являлся центром Розовского сельсовета.
В 1935 году Розовский сельсовет передан Добринскому району Сталинградского края (с 1936 года Сталинградской области, с 1954 по 1957 год район входил в состав Балашовской области). В период с 1951 по 1960 год Розовский сельсовет был переименован в Лощиновский (точную дату переименования установить не удалось). В 1963 году в связи с упразднением Добринского района хутор в составе Лощиновского сельсовета вновь передан Урюпинскому району.

## География
Хутор находится в степной местности на западе Урюпинского района, в пределах Калачской возвышенности, являющейся частью Восточно-Европейской равнины, при вершине балки Манина (бассейн реки Подгорной). Рельеф местности холмисто-равнинный. Центр хутора расположен на высоте около 210 метров над уровнем моря. Почвы — чернозёмы обыкновенные. Хутор окружён полями.
По автомобильным дорогам расстояние до областного центра города Волгоград составляет 380 км, до районного центра города Урюпинск — 46 км, до административного центра сельского поселения хутора Лощиновский — 5,9 км. В 5 км к востоку расположен хутор Дубровский.

## Население
| 2002 | 2010 | 2021 |
| ---- | ---- | ---- |
| 76   | ↘60  | ↘31  |